# Misión Nuestra Señora del Refugio
La Misión Nuestra Señora del Refugio fue una misión novohispana del siglo XVIII situada en Refugio, Texas, EE. UU.

## Historia
Se trató de la tercera fundación de la misión, después del primer intento junto al río Guadalupe (1793), seguida de un traslado al rancho de los Mosquitos (condado de Refugio) en 1794.
La misión de 1793 había sido propiciada por el colegio de Nuestra Señora de Guadalupe de Zacatecas por los padres franciscanos Manuel De Silva y José Francisco Mariano Garza para la evangelización de los indios Karankawa. Estos rechazaban avecindarse en la misión Nuestra Señora del Rosario o a Nuestra Señora del Espíritu Santo de Zúñiga. Llegó a contar con 138 neófitos y en 1794 fue trasladada junto al rancho de los Mosquitos (en la confluencia de los ríos Guadalupe y San Antonio) tras ser atacada por el cacique Fresada Pinta. Esta ubicación no convencía al gobernador de Tejas Manuel Muñoz, quien mandó a Juan Cortés, el capitán del presidio de La Bahía, la orden de su traslado.
La misión fue establecida en su ubicación definitiva junto al río Mission en 1795, dando lugar a la actual Refugio. Está considerada la última misión establecida en el Texas español.
Fue secularizada en 1830 en época de la Texas mexicana. En 1836 fue empleada en la batalla de Refugio durante la guerra de Independencia de Texas.